# Soluções exatas em relatividade geral
Em relatividade geral, uma ‘’’solução exata’’’ é uma variedade Lorentziana equipada com certos campos tensoriais que são tomados para modelar estados de matéria comum, como um fluido, ou campos clássicos não gravitacionais, tais como o campo eletromagnético.
Estes campos tensoriais devem obedecer todas as leis físicas relevantes (por exemplo, qualquer campo eletromagnético deve satisfazer as equações de Maxwell). Seguindo um procedimento padrão que é amplamente utilizado em física matemática, esses campos tensoriais também devem dar origem a contribuições específicas para o tensor de energia-momento{\displaystyle T^{\alpha \beta }}. (A saber, quando um campo é descrito por uma Lagrangiana, variando em relação ao campo deve dar as equações de campo e variando em relação à métrica deve dar a contribuição de energia-momento devida ao campo).
Finalmente, quando todas as contribuições para o tensor de energia-momento são somadas, o resultado deve satisfazer as equações de campo de Einstein (escritas aqui em unidades geometrizadas, onde a velocidade da luz ‘’c’’ = constante gravitacional ‘’G’’ = 1)
{\displaystyle G^{\alpha \beta }=8\pi \,T^{\alpha \beta }.}
Nas equações de campo acima, {\displaystyle G^{\alpha \beta }} é o tensor de Einstein, calculado exclusivamente a partir do tensor métrico, que é parte da definição de uma variedade Lorentziana. Dado que fornecendo-se o tensor de Einstein não determina-se totalmente o tensor de Riemann, mas deixa o tensor de Weyl não especificado (veja a decomposição de Ricci), a equação de Einstein pode ser considerada uma espécie de condição de compatibilidade: a geometria do espaço-tempo deve ser coerente com a quantidade e o movimento de qualquer matéria ou campos não gravitacionais, no sentido de que a presença imediata "aqui e agora" de não gravitacionais-momentum de energia faz com que uma quantidade proporcional de curvatura de Ricci "aqui e agora". Além disso, tendo derivadas covariantes das equações de campo e aplicação das identidades de Bianchi, verifica-se que uma grandeza/movimento variando apropriadamente energia-momento não gravitacionais pode causar ondulações na curvatura para propagar a radiação gravitacional, mesmo entre as ‘’regiões de vácuo’’, que não contêm qualquer matéria ou campo não gravitacionais.